# Parafia św. Wawrzyńca w Korytnicy
Parafia pw. Świętego Wawrzyńca w Korytnicy – rzymskokatolicka parafia należąca do dekanatu Węgrów, diecezji drohiczyńskiej, metropolii białostockiej. Parafię prowadzą księża diecezjalni.

## Obszar parafii

### Miejscowości i ulice
W granicach parafii znajdują się miejscowości:

- Chmielew,
- Górki Borze,
- Górki-Grubaki,
- Górki Średnie,
- Jaczew,
- Komory,
- Korytnica,
- Kruszew,
- Lipniki,
- Rabiany,
- Rowiska,
- Sewerynów,
- Turna,
- Wielądki,
- Wola Korytnicka,
- Zalesie,
- Żelazów

## Historia
Parafia powstała około 1427. 

## Miejsca święte

### Kościół parafialny
Obecny murowany kościół pw. św. Wawrzyńca został zbudowany w latach 1875-1880, według projektu arch. Bolesława Pawła Podczaszyńskiego (1822-1876) i arch. Bronisława Brodzic-Żochowskiego (1836-1911), staraniem kanonika Kolegiaty Kaliskiej ks. Jana Radomyskiego (1814-1898), proboszcza korytnickiego (1857-1898).